# Henri de Turenne
Henri de Turenne (Tours, 19 novembre 1921 – Saint-Denis, 23 agosto 2016) è stato un giornalista e sceneggiatore francese.

## Biografia
Nato il 19 novembre 1921 a Tours, è figlio di un eroe della prima guerra mondiale e colonnello dell'aviazione, che alla nascita di Henri era di stanza a Strasburgo. Cresciuto in Germania, in Algeria e a Parigi, ha avuto una formazione internazionale. Da giovane andava in vacanza nell'Aveyron e in Algeria con il nonno materno, un pied noir. L'Alsazia e l'Algeria saranno temi centrali di tutta la sua carriera .
Fu assunto subito dopo la guerra dall'AFP, che l'inviò a Berlino e in Corea, ricevette il premio Albert Londres nel 1952, per i suoi reportage su Le Figaro. Poi vennero gli anni di France Soir, con Pierre Lazareff, e il debutto con la ORTF (Camera 3 e Cinq Colonnes à la Une). La guerra d'Algeria ebbe un grande posto nella sua vita prima dell'avvio, nel 1967, della serie di documentari sulle Grandi Battaglie, realizzata con Pathé, che lo ha reso famoso. Il successo del film 1936, prodotto da Albina de Boisrouvray, lo rese un regista completo.
Dopo più di 100 documentari, tra cui un film importante sul Vietnam per Antenne 2 del 1982, per cui ha vinto un Emmy Award negli Stati Uniti, Henri de Turenne ha scritto diverse serie di fiction, la più famosa delle quali è Les Alsaciens ou les deux Mathilde (1996, Arte) che ha vinto un Sept d'Or per la  migliore sceneggiatura, con Michael Deutsch. Ciò che è stato più importante per lui, è aver dato il gusto della storia a milioni di telespettatori.

## Filmografia
- 1936 pour le cinéma, produttore Albina de Boisrouvray
- Les Grandes Batailles ORTF e TF1 1967-1975

Con Jean Louis Guillaud, regia Daniel Costelle
- Les Grandes Batailles du Passé FR3 1973-1977
- C'était Hier FR3 1974
- Des Autos et des Hommes
- Les Grands Déserts FR3 1981
- Vietnam Antenne 2 1982 (vincitore di un Emmy Award)
- Les Grands Pèlerinages

### Fiction
- Septième Gauche FR3
- Fruits et légumes FR3
- Les Alsaciens ou les deux Mathilde per Arte nel 1996 e FR3 nel 1997 (Sept d'or per la migliore sceneggiatura con Michel Deutsch)